# Folegandros
Folegandros – grecka wyspa na Morzu Egejskim. Razem z wyspami Sikinos, Ios, Anafi i Santoryn tworzy południową część archipelagu Cyklad. Powierzchnia wyspy wynosi 32 km², a populacja 667 mieszkańców (2001).
Leży w administracji zdecentralizowanej Wyspy Egejskie, w regionie Wyspy Egejskie Południowe, w jednostce regionalnej Thira, w gminie Folegandros. 

## Historia
W starożytności wyspa została zasiedlona przez Dorów. Następnie należała do Ateńczyków. Około 1207 roku została podbita przez wenecjan pod wodzą Marco Sanudo. Folegandros należała do Wenecji aż do roku 1566, kiedy została zaanektowana przez Turków. Od XIX wieku wyspa należy do nowożytnej Grecji.

## Geografia
Krajobraz Folegandros jest zróżnicowany. Na wyspie znajdują się liczne wysokie klify dochodzące nawet do 200 m, na jednym z takich klifów została zbudowana stolica wyspy Chora. Główny port znajduje się w osadzie o nazwie Karavostasis, natomiast w mieście Ano Meira działa niewielkie muzeum lokalnego folkloru.

## Turystyka

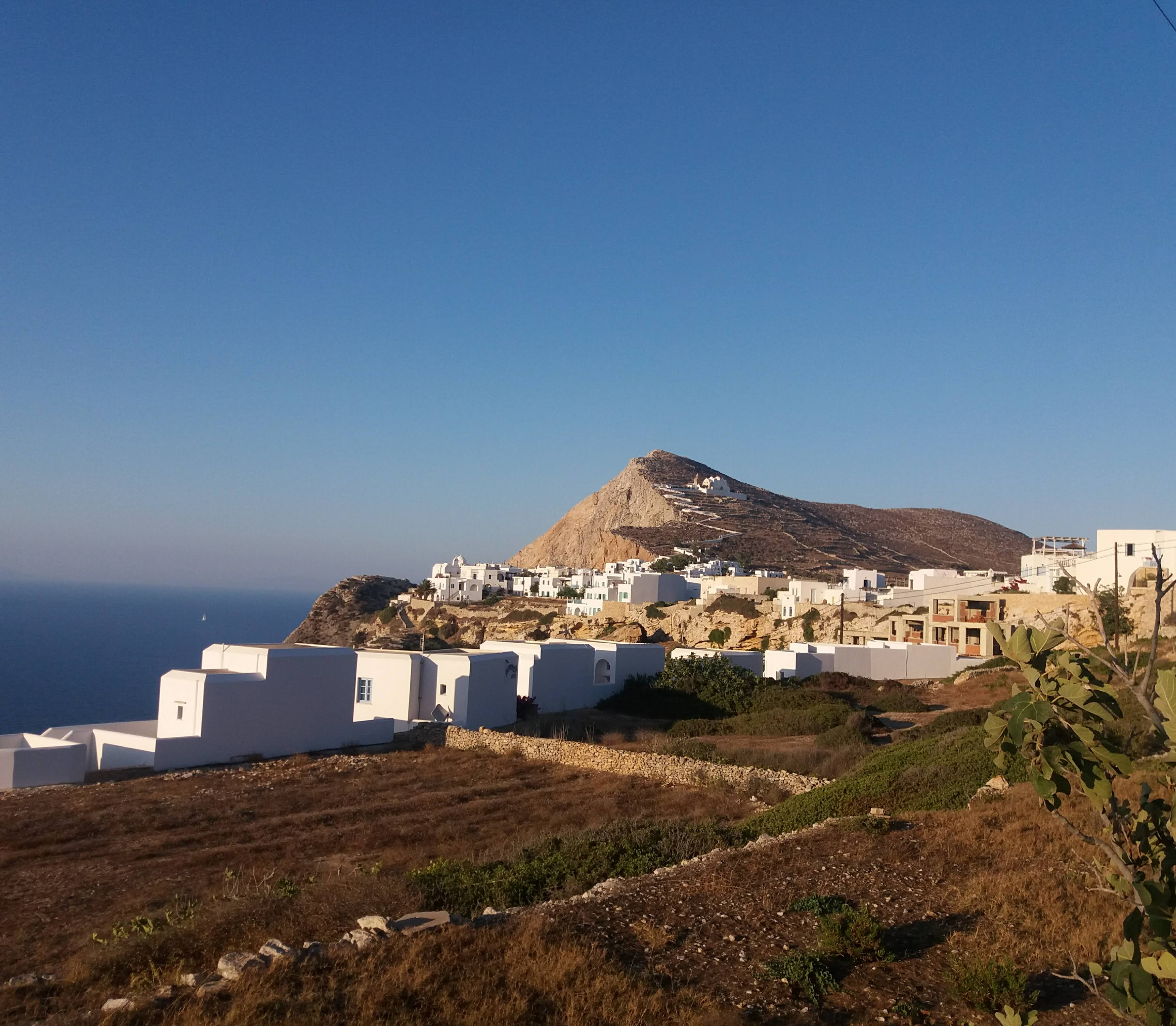

Podobnie jak inne greckie wyspy tak też Foleganfros ma idealne warunki do rozwoju turystyki. Wyspa od lat znajduje się w ścisłych rankingach dotyczących czystości wody w morzu, a plaże na wyspie należą do 10 najlepszych plaż świata według telewizji Travel Chanel.